# Batalla de Örlygsstaðir
La batalla de Örlygsstaðir (Örlygsstaðabardagi) fue un conflicto armado entre los clanes islandeses de los Sturlungar contra los Ásbirningar y Haukdælir en el norte de Islandia. La batalla era una parte de la guerra civil que imperaba en aquel tiempo entre varios poderosos clanes locales (Sturlungaöld - Era de los Sturlungar), y se considera la batalla más importante de la historia de Islandia.
La batalla tuvo lugar el 21 de agosto de 1238 entre Sigvatr Sturluson (hermano de Snorri Sturluson), y su hijo Sturla Sighvatsson por un lado, y Kolbeinn el Joven,  Gissur Þorvaldsson (más tarde jarl Gissur) en el otro bando, estos últimos victoriosos. Alrededor de 50 hombres murieron y otros cinco fueron ejecutados por decapitación, incluido Þórir Jökull Steinfinnsson, tras la batalla. Los nombres de los muertos se encuentran registrados en la saga Íslendinga, que es una parte importante de la saga Sturlunga.
En 1988 se levantó un monumento en el lugar de la batalla, donde se describe los acontecimientos.